# David-Schuster-Realschule
Die David-Schuster-Realschule (auch Staatliche Realschule Würzburg III), benannt nach David Schuster, ist eine staatliche Realschule in Würzburg.

## Entstehung und Geschichte des Schulgebäudes
Da die meisten jüdischen Lehrerbildungsanstalten in Preußen bis 1930 aufgelöst wurden, hatte sich die Zahl der Schüler in Bayern verdoppelt. Zusätzlich wurde angestrebt, die in Höchberg vorhandene Präparandenschule und das 3-klassige Seminar zusammenzulegen. Aus dieser Notwendigkeit heraus entschied man sich für den Neubau eines Schulgebäudes. Der Bau wurde im Sommer 1930 in der Sandbergerstraße 1 begonnen und 1931 abgeschlossen. Das Gebäude hatte 6 Klassenzimmer, darüber hinaus aber eine Vielzahl weiterer Räume wie z. B. Studiersaal, Bibliothek und Musikübungszimmer.
Die Bedeutung von Jakob Stoll, dem Leiter der israelitischen Lehrerbildungsanstalt, für den Neubau, wird in einem Artikel der israelitischen Gemeindezeitung anlässlich seines 60. Geburtstags hervorgehoben:
„Die Krönung dieses Werkes aber ist der 1930 erfolgte Bau eines neuen Schulgebäudes, das in seiner Anlage und Ausstattung bis in jede Einzelheit von ihm durchdacht wurde […]“. Weiterhin wird geschrieben, dass er „[…] die Mittel für den Neubau […] fast ganz allein gesammelt [hat]“.
Nach den Novemberpogromen 1938 wurde die israelitische Lehrerbildungsanstalt aufgelöst. Das Gebäude wurde dann während des Zweiten Weltkriegs von einer Wehrmachtseinheit genutzt. Erst nach dem Zweiten Weltkrieg wurde das Gebäude wieder als pädagogische Einrichtung verwendet: Ab 1957 bis 2000 nutzte die Jakob-Stoll-Realschule das Gebäude, zog dann aber in die Räumlichkeiten der ehemaligen Fachoberschule um.

## Geschichte der Schule
Im September 2003 wurde die David-Schuster-Realschule gegründet und zog in das Gebäude ein. Die Schule wurde ab der Gründung von Eva Maria Borns geleitet. 2009 wurde der Förderverein der Schule, netzwerkschuleplus, gegründet. Im Jahr 2016 wurde die Schule um einen Anbau erweitert.
Seit 2023 wird die Schule von Elisabeth Schässburger geleitet.

## Schulprofil
An der David-Schuster-Realschule werden vier Wahlpflichtfächergruppen angeboten. Diese unterscheiden sich hauptsächlich durch ihre Profilfächer. Das Wahlpflichtfächerangebot sieht wie folgt aus:
| Wahlpflichtfächergruppe | Beschreibung                                                          | Intensiviertes Fach                     |
| ----------------------- | --------------------------------------------------------------------- | --------------------------------------- |
| I                       | Schwerpunkt im mathematisch-naturwissenschaftlich-technischen Bereich | Physik / Mathematik                     |
| II                      | Schwerpunkt im betriebswirtschaftlich-kaufmännischen Bereich          | Betriebswirtschaftslehre/Rechnungswesen |
| IIIa                    | Schwerpunkt im sprachlichen Bereich                                   | Französisch                             |
| IIIb                    | Schwerpunkt Sozialwesen                                               | Sozialwesen                             |

Die Schule ist eine der Netzwerkschulen der „MINT21 – Initiative an Bayerischen Realschulen“ und eine MINT-freundliche Schule. Sie nimmt zudem an dem Projekt „Klasse im Puls“ teil.